# فلندرز بيتري
سير وليام ماثيو فلندرز پتري (بالإنجليزية William Matthew Flinders Petrie)، (يونيو 1853 – 28 يوليو 1942)، كان عالم مصريات إنجليزي ورائد منهاج منظم في علم الآثار. قام بالتنقيب عن الآثار في العديد من أهم المواقع الأثرية في مصر مثل أبيدوس والعمارنة. ويعتبر البعض أن أهم اكتشافاته هي لوحة مرنبتاح.
بدأ حفريات في عدة مواقع هامة في المنطقة الجنوب غربية لفلسطين، منهم تل جمى وتل العجول في عام 1933.
بعد تقاعده، انتقل بشكل دائم إلى القدس، حيثُ عاش مع زوجته في المدرسة البريطانية لعلم الآثار، ثم عمل مُؤقتاً في المدرسة الأمريكية للأبحاث الشرقية (يسمى الآن معهد ألبرايت).

## روابط خارجية
- فلندرز بيتري على موقع الموسوعة البريطانية (الإنجليزية)